# Resultados do Carnaval da Baixada Santista em 2013

## Guarujá
| Grupo Especial  | Grupo Especial         | Grupo Especial | Grupo Especial | Grupo Especial                    | Grupo Especial | Grupo Especial | Grupo Especial | Grupo Especial | Grupo Especial | Grupo Especial | Grupo Especial | Grupo Especial | Grupo Especial | Grupo Especial | Grupo Especial | Grupo Especial | Grupo Especial | Grupo Especial | Grupo Especial | Grupo Especial | Grupo Especial | Grupo Especial | Grupo Especial | Grupo Especial | Grupo Especial | Grupo Especial | Grupo Especial | Grupo Especial | Grupo Especial | Grupo Especial | Grupo Especial | Grupo Especial | Grupo Especial | Grupo Especial | Grupo Especial | Grupo Especial | Grupo Especial | Grupo Especial | Grupo Especial | Grupo Especial | Grupo Especial | Grupo Especial | Grupo Especial | Grupo Especial | Grupo Especial | Grupo Especial | Grupo Especial | Grupo Especial | Grupo Especial |
| Posição         | Escolas                | Pontos         | Ref.           | Classificação ou rebaixamento     |                |                |                |                |                |                |                |                |                |                |                |                |                |                |                |                |                |                |                |                |                |                |                |                |                |                |                |                |                |                |                |                |                |                |                |                |                |                |                |                |                |                |                |                |                |
| --------------- | ---------------------- | -------------- | -------------- | --------------------------------- | -------------- | -------------- | -------------- | -------------- | -------------- | -------------- | -------------- | -------------- | -------------- | -------------- | -------------- | -------------- | -------------- | -------------- | -------------- | -------------- | -------------- | -------------- | -------------- | -------------- | -------------- | -------------- | -------------- | -------------- | -------------- | -------------- | -------------- | -------------- | -------------- | -------------- | -------------- | -------------- | -------------- | -------------- | -------------- | -------------- | -------------- | -------------- | -------------- | -------------- | -------------- | -------------- | -------------- | -------------- | -------------- |
| 1               | Imperador da Ilha      | 177            | [ 1 ]          | Campeã do Carnaval 2013           |                |                |                |                |                |                |                |                |                |                |                |                |                |                |                |                |                |                |                |                |                |                |                |                |                |                |                |                |                |                |                |                |                |                |                |                |                |                |                |                |                |                |                |                |                |
| 2               | Vem Que é Dez          | 173,5          | [ 1 ]          |                                   |                |                |                |                |                |                |                |                |                |                |                |                |                |                |                |                |                |                |                |                |                |                |                |                |                |                |                |                |                |                |                |                |                |                |                |                |                |                |                |                |                |                |                |                |                |
| 3               | Mocidade de São Miguel | 172,5          | [ 1 ]          |                                   |                |                |                |                |                |                |                |                |                |                |                |                |                |                |                |                |                |                |                |                |                |                |                |                |                |                |                |                |                |                |                |                |                |                |                |                |                |                |                |                |                |                |                |                |                |
| 4               | Renascer do Boréu      | 170,5          | [ 1 ]          |                                   |                |                |                |                |                |                |                |                |                |                |                |                |                |                |                |                |                |                |                |                |                |                |                |                |                |                |                |                |                |                |                |                |                |                |                |                |                |                |                |                |                |                |                |                |                |
| 5               | São Jorge              | 153            | [ 1 ]          | Desce para o Grupo de acesso 2014 |                |                |                |                |                |                |                |                |                |                |                |                |                |                |                |                |                |                |                |                |                |                |                |                |                |                |                |                |                |                |                |                |                |                |                |                |                |                |                |                |                |                |                |                |                |
| Grupo de acesso |                        |                |                |                                   |                |                |                |                |                |                |                |                |                |                |                |                |                |                |                |                |                |                |                |                |                |                |                |                |                |                |                |                |                |                |                |                |                |                |                |                |                |                |                |                |                |                |                |                |                |
| Posição         | Escolas                | Pontos         | Ref.           | Classificação ou rebaixamento     |                |                |                |                |                |                |                |                |                |                |                |                |                |                |                |                |                |                |                |                |                |                |                |                |                |                |                |                |                |                |                |                |                |                |                |                |                |                |                |                |                |                |                |                |                |
| 1               | Guarujá                | 178            | [ 1 ]          | Sobe para o Especial 2014         |                |                |                |                |                |                |                |                |                |                |                |                |                |                |                |                |                |                |                |                |                |                |                |                |                |                |                |                |                |                |                |                |                |                |                |                |                |                |                |                |                |                |                |                |                |
| 2               | Caminho da Paz         | 173            | [ 1 ]          |                                   |                |                |                |                |                |                |                |                |                |                |                |                |                |                |                |                |                |                |                |                |                |                |                |                |                |                |                |                |                |                |                |                |                |                |                |                |                |                |                |                |                |                |                |                |                |
| 3               | Visconde               | 147,5          | [ 1 ]          |                                   |                |                |                |                |                |                |                |                |                |                |                |                |                |                |                |                |                |                |                |                |                |                |                |                |                |                |                |                |                |                |                |                |                |                |                |                |                |                |                |                |                |                |                |                |                |
| 4               | Meninos de Elite       | 132,5          | [ 1 ]          |                                   |                |                |                |                |                |                |                |                |                |                |                |                |                |                |                |                |                |                |                |                |                |                |                |                |                |                |                |                |                |                |                |                |                |                |                |                |                |                |                |                |                |                |                |                |                |
| 5               | Galo da Ilha           | Não desfilou   | [ 1 ]          |                                   |                |                |                |                |                |                |                |                |                |                |                |                |                |                |                |                |                |                |                |                |                |                |                |                |                |                |                |                |                |                |                |                |                |                |                |                |                |                |                |                |                |                |                |                |                |

## Praia Grande

### Grupo Especial
| Resultado Oficial - 2013 |                       |        |
| Colocação                | Escola                | Total  |
| 1º. Lugar                | Mancha Verde          | 178,60 |
| 2º. Lugar                | Folia 99              | 177,40 |
| 3º. Lugar                | Casa do Mestiço       | 177,00 |
| 4º. Lugar                | Império da Baixada    | 176,60 |
| 5º. Lugar                | Amigos do Samba       | 176,10 |
| 6º. Lugar                | Mocidade Independente | 135,90 |

### Primeiro Grupo
| Resultado Oficial - 2013 |                            |       |
| Colocação                | Escola                     | Total |
| 1º. Lugar                | Vila do Sapo               | 88,40 |
| 2º. Lugar                | Acadêmicos de Praia Grande | 86,20 |
| 3º. Lugar                | Cristal                    | 84,10 |
| 4º. Lugar                | Ocian                      | 77,00 |
| 5º. Lugar                | Favoritos do Forte         | 73,5  |
| 6º. Lugar                | Cesac                      | 70,5  |
| 7º. Lugar                | Unidos da Ilha             | 66,9  |
| 8º. Lugar                | Guaratude                  | 39,8  |

## Santos

### Grupo Especial
Devido ao acidente com o carro da Sangue Jovem, a apuração foi cancelada.

### Grupo de acesso
- 1- Mocidade Dependente do Samba - 178,50 pontos (desempate em alegoria)[4]
- 2- Unidos da Zona Noroeste - 178,50 pontos
- 3- Bandeirantes do Saboó - 174,50 pontos
- 4- Dragões do Castelo - 173 pontos
- 5- Camisa Alvinegra - 170,25

## Praia Grande
- 1º lugar - Mancha Verde Baixada - 178,6 pontos[5]
- 2º lugar - Folia 99 - 177,4 pontos
- 3º lugar - Casa do Mestiço - 177 pontos
- 4º lugar - Império da Baixada - 176,6 pontos
- 5º lugar - Amigos do Samba - 176,1 pontos
- 6º lugar - Mocidade Independente Star na Avenida - 135,9 pontos

### Grupo de acesso
- 1º lugar - Unidos da Vila do Sapo - 88,4 pontos
- 2º lugar - Acadêmicos de Praia Grande - 86,2 pontos
- 3º lugar - Cristal de Praia Grande - 84,1 pontos
- 4º lugar - Unidos da Ocian - 77 pontos
- 5º lugar - Favoritos do Forte - 73,5 pontos
- 6º lugar - João Apolônio Cesac - 70,5 pontos
- 7º lugar - Unidos da Ilha dos Caieiras -  66,9 pontos
- 8º lugar - Guaratude39,8 pontos

## Cubatão
- Não houve.[6]

## Monguaguá

### Grupo 1
- 1- Vai Q Vira - 79,5[7]
- 2- D.xa Q Eu Bebo - 79,4
- 3- Nova Ativa - 77,9
- 4- Dragões do Raízes - 77,6
- 5- Amazônia - 74,8

### Grupo 2
- 1- Império de Agenor de Campos - 88,65
- 2- Guerreiros da Fiel - 80,55